# Constantin I. Borș
Constantin I. Borș (n. 24 august 1928, sat Borșeni, comuna Războieni, județul Neamț – d. 27 aprilie 1998, Drobeta Turnu Severin) a fost un profesor universitar, om de știință, publicist român, cetățean de onoare (post-mortem) al municipiului Piatra Neamț (1995).

## Biografie
A urmat școala primară în satul natal și Liceul „Petru Rareș” din Piatra Neamț. Licențiat al Facultăților de Matematică-Fizică a Universității Al.I. Cuza Iași și Facultății de  Construcții a Institutului Politehnic din Iași. A fost profesor universitar și cercetător științific la Institutul de Matematică al Academiei Române. Doctor în științe tehnice în 1956 cu teza „Torsiunea, întinderea și încovoierea barelor anizotrope omogene și neomogene”. Cursuri de perfecționare în Polonia, S.U.A.. A predat în centre universitare din Algeria și Zair. A susținut prelegeri la universități din Paris, Varșovia, Praga, Roma, Berlin. Contribuții deosebite în mecanica mediilor continue, teoria elasticității, mecanica cerească, teoria relativității.

## Lucrări
- Teoria elasticității corpurilor anizotrope, Ed. Academiei Române, București, 1970
- Tratat de mecanică,  (două volume)

## Premii
- Premiul Academiei Române[2]